# Santa Sangre
Santa Sangre é um filme de produção mexicana, falado em inglês, do gênero thriller, lançado em 1989, escrito e dirigido pelo realizador chileno Alejandro Jodorowsky colaboração de Claudio Argento e Roberto Leoni no roteiro. O longa se passa na Cidade do México e conta de maneira psicodélica e aterrorizante a trajetória que levou Fenix (Axel Jodorowsky) a ser internado em um hospital psiquiátrico.
O filme foi lançado pela primeira vez na tradicional mostra Un Certain Regard, no Festival de Cannes.

## Enredo
Um jovem - faminto, quase catatônico e pouco responsivo - está confinado em um sanatório. Ele é levado em uma viagem junto com outros residentes para a zona de prostituição da cidade. Lá, ele encontra por acaso uma mulher de seu passado, o que desencadeia uma série de flashbacks que revelam um trauma de infância, quando ele e sua família eram artistas de circo. Nas memórias, ele testemunha o assassinato de sua mãe pelas mãos de seu pai, que de seguida se suicida. Seu pai - um americano expatriado que vive no México em circunstâncias suspeitas - corta os braços de sua amada mãe, uma esposa possessiva e fanática religiosa que liderava uma igreja herética chamada Santa Sangre (Sangue Sagrado), onde seguidores adoravam uma menina martirizada cujos braços foram cortados por seu pai após seu estupro, o que a levou ao suicídio. De volta ao presente, amparado pelo choque de sua lembrança, ele escapa do sanatório e, em uma série de alucinações e realizações de sonhos, reencontra sua mãe sem braços.
A ideia para o enredo foi inspirada na história real do serial killer Goyo Cardenas.

## Elenco
| Lista de elenco: |                      |     |                  |
|                  | Axel Jodorowsky      | ... | Fenix            |
|                  | Blanca Guerra        | ... | Concha           |
|                  | Guy Stockwell        | ... | Orgo             |
|                  | Thelma Tixou         | ... | A mulher tatuada |
|                  | Sabrina Dennison     | ... | Alma             |
|                  | Adan Jodorowsky      | ... | Jovem Fenix      |
|                  | Faviola Elenka Tapia | ... | Jovem Alma       |

## Prêmios e indicações
Santa Sangre possui 8 indicações e um prêmio
- 1989: Sitges - Catalonian International Film Festival: Melhor Filme - Nominado
- 1989: Festival Internacional de Cinema de Chicago: Gold Hugo (Alejandro Jodorowsky) - Nominado
- 1991: Saturn Award: Melhor Filme de Horror - Nominado
- 1991: Saturn Award: Melhor Ator (Axel Jodorowsky) - Nominado
- 1991: Saturn Award: Melhor Atriz (Blanca Guerra) - Nominado
- 1991: Saturn Award: Melhor Performance de Jovem Ator (Faviola Elenka Tapia) - Nominado
- 1991: Saturn Award: Melhor Música (Simon Boswell) - Nominado
- 1991: Saturn Award: Melhor Diretor (Alejandro Jodorowsky) - Nominado
- 1991: Saturn Award: Melhor Performance de Jovem Ator (Adan Jodorowsky) - Vencedor